# روتشیلدها
روتشیلدها (انگلیسی: The Rothschilds) فیلمی پروپاگاندا در ژانر درام تاریخی است که در سال ۱۹۴۰ منتشر شد.

## خلاصه داستان
به دلیل اینکه ویلیام اول پادشاه هس به گروه ایالتهای راین در زمانی که در سال ۱۸۰۶ ایجاد شد ملحق نشد ویلیام در حال فرار از ناپلئون است. در فرانکفورت او پولی که از مردم هس جمع کرده است به مبلغ ۶۰۰۰۰۰ پوند را به میر امشل روتشیلد می‌دهد که او آن را به سلامتی به انگلستان ببرد.
ولیکن روتشیلد از این پول برای جمع‌آوری ثروت برای خود استفاده می‌کند. پسران او ناتان و جیمز به او کمک می‌کنند. آنها از این پول برای کمک به دوک ولینگتون در جنگ با ناپلئون در اسپانیا استفاده می‌کنند. در سال ۱۸۱۵ ناتان شروع به ایجاد شایعه می‌کند که ناپلئون جنگ واترلو را برده است که اینکار باعث شوک شدید در بازار لندن شده و ارزش سهام به شدت سقوط می‌کند. وقتی حقیقت معلوم می‌شود او تمامی سهام لندن را به قیمت ناچیز خریده است.
بعد از یک دهه روتشیلدها دارای سرمایه نزدیک به ۱۱ میلیون پوند با سرمایه ویلیام شدند. ناتان به نیروی انگلستان ملحق می‌شود تا تمامی اروپا را به بردگی بکشد.
فیلم با نمایش ستاره داوود بر روی تمامی شهرهای اروپا به پایان می‌رسد.

## بازیگران
- کارل کوهلمن، ناتان روتشیلد
- هربرت هوبنر، ترنر
- ولادمار لایتگیب، ولینگتون
- آلبرت لیپرت، جیمز روتشیلد
- اریک پونتو، میر امشل روتشیلد

## پیش زمینه
این فیلم در زمان حکومت نازی در آلمان برای گسترش نفرت از یهودیان تهیه شد. نازیها اعتقاد داشتند که فیلم ابزار بسیار قدرتمندی برای پخش دیدگاههای آنان است. جوزف گوبلز در طراحی و پخش این فیلم نقش زیادی داشت. این فیلم به همراه «یهودی ابدی» و «سوس یهودی» یکی از سه فیلم مهمی است که نازیها برای گسترش نفرت از یهودیان ایجاد کردند.